# Heilig Kruis en Onze-Lieve-Vrouwekerk

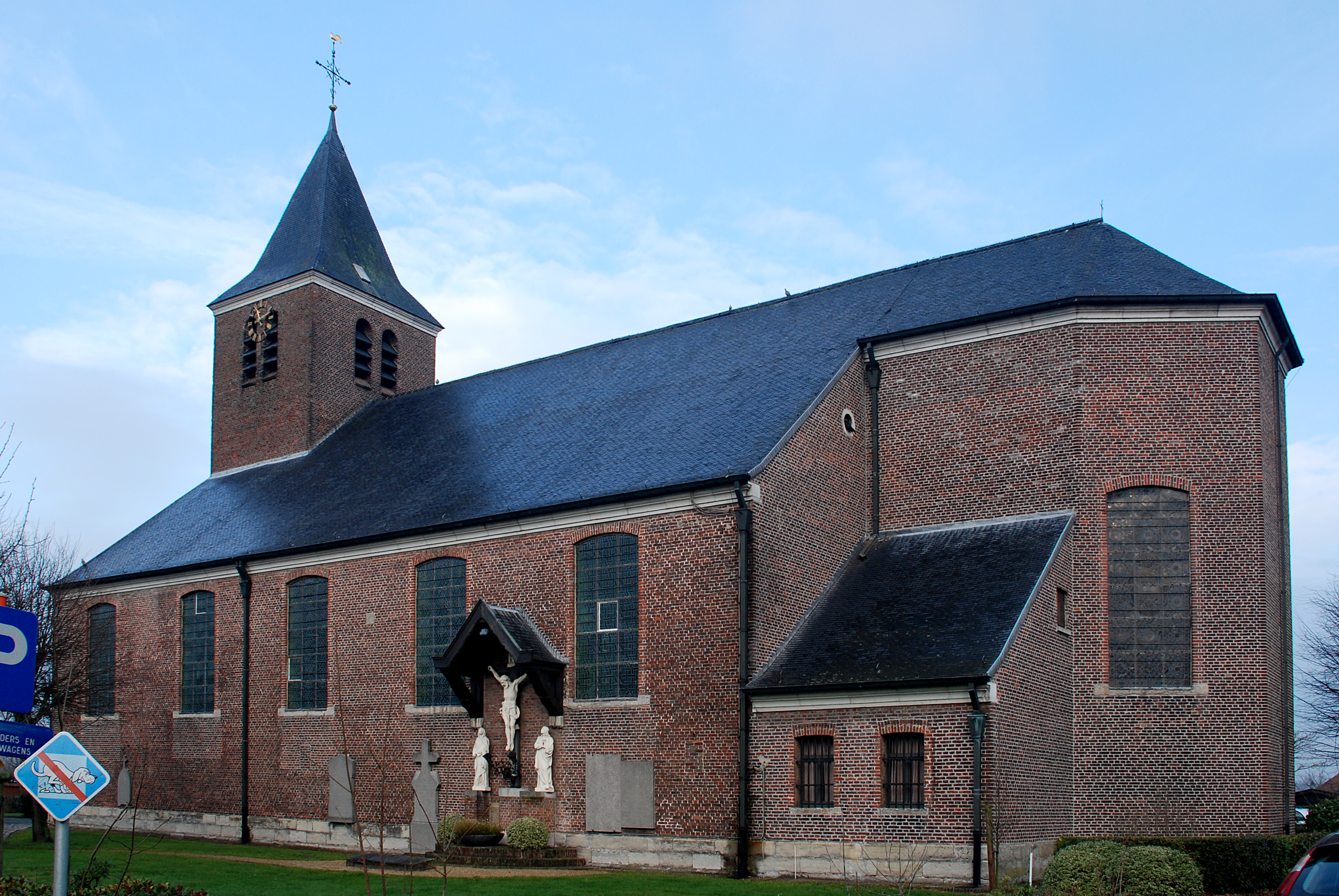
Heilig Kruis en Onze-Lieve-Vrouwekerk

De Heilig Kruis en Onze-Lieve-Vrouwekerk is de parochiekerk van de tot de Oost-Vlaamse gemeente Assenede behorende plaats Oosteeklo, gelegen aan de Koning Albertstraat.

## Geschiedenis
Sinds 1261 was het tiendrecht van de parochie in bezit van de Abdij van Flines, het Onze-Lieve-Vrouwekapittel te Doornik en de Sint-Pietersabdij te Gent. Tijdens de godsdiensttroebelen einde 16e eeuw werd de kerk verwoest.
Van 1617-1619 was Antonius Sanderus pastoor te Oosteeklo. Hij was de initiatiefnemer voor de herbouw van de kerk.
In 1777 wilde men een nieuwe kerk oprichten naar voorbeeld van de pas gebouwde kerk te Lembeke. In 1781 begon de bouw. Het kerkmeubilair van de oude kerk werd in de nieuwe kerk geplaatst, maar in de loop van de 19e eeuw werd dit vervangen.

## Gebouw
Het betreft een driebeukige bakstenen pseudobasiliek met ingebouwde westtoren en een driezijdig afgesloten koor. De kerk is in classicistische stijl gebouwd.

## Interieur
Het kerkmeubilair is uit de laatste decennia van de 19e eeuw. Er is een schilderij van 1662, voorstellende het Mystiek huwelijk van de Heilige Catharina van Alexandrië. De Onthoofding van de Heilige Barbara is een 17e-eeuws schilderij. Het orgel heeft een orgelkast in rococostijl. Uit de 2e helft van de 18e eeuw zijn de preekstoel en twee zitbanken.
In de muur achter in de kerk zijn enkele 18e-eeuwse grafstenen ingemetseld.